# Sacramento-San Joaquindelta

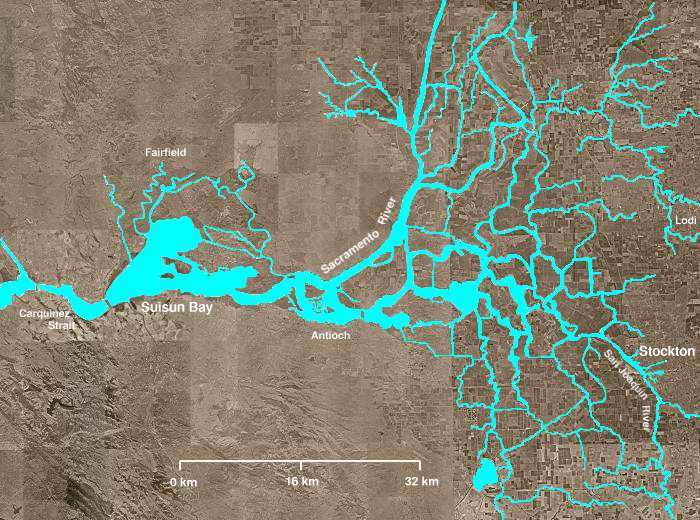
Kaart van de Sacramento-San Joaquindelta. De Sacramento stroomt de delta vanaf het noorden in en de San Joaquin vanaf het zuiden, door Stockton.

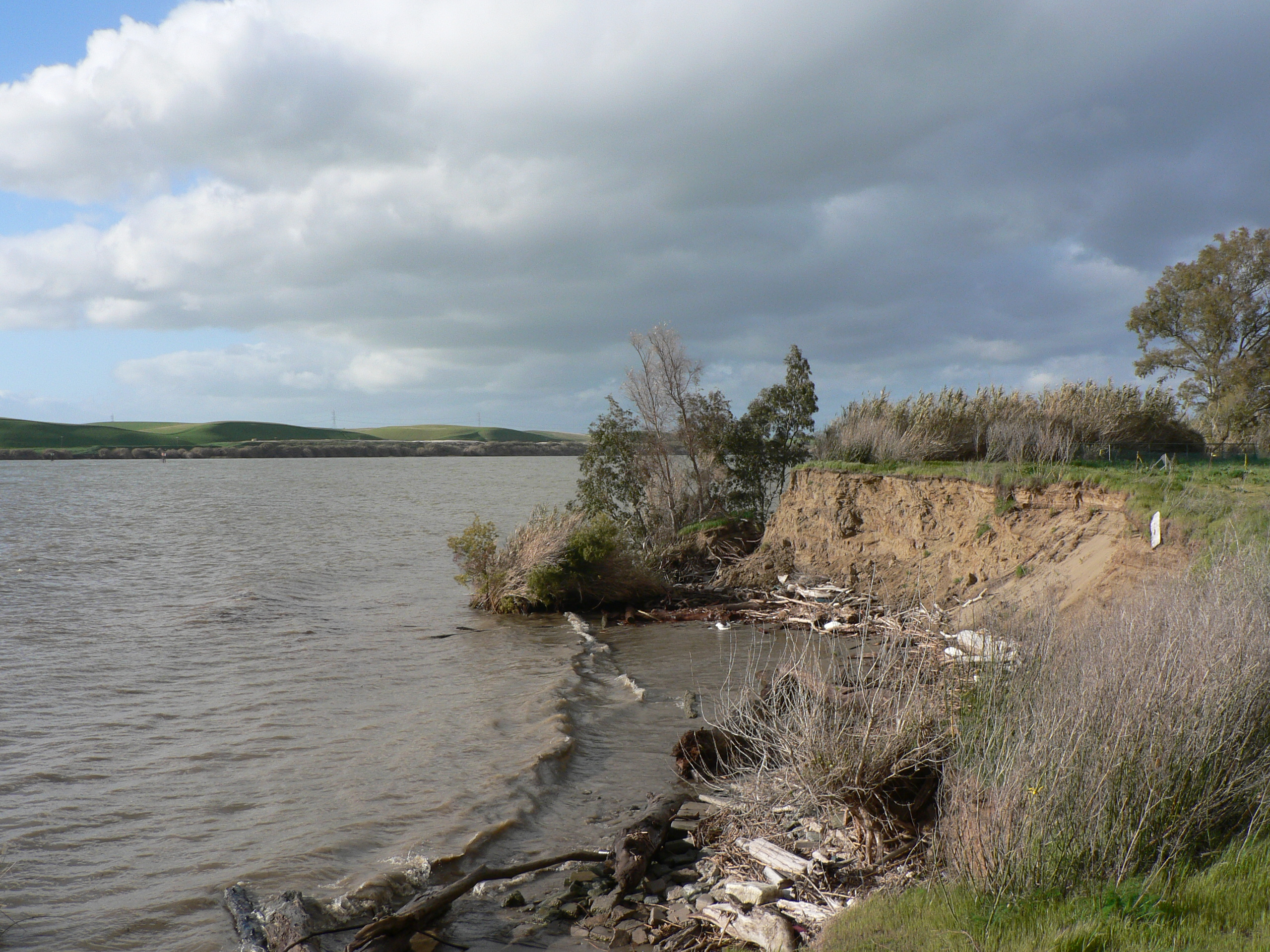
Waterpartij in de delta

De Sacramento-San Joaquindelta is een rivierdelta en estuarium in Noord-Californië. De delta bestaat uit de gezamenlijke mondingen van de Sacramento en de San Joaquin en mondt uit in de Baai van San Francisco. Aan de oostelijke rand van de delta ligt de stad Stockton. De hoofdstad van de staat, Sacramento, ligt niet ver ten noorden van de delta.

## Landgebruik
De Sacramento-San Joaquindelta is een van de weinige voorbeelden van een omgekeerde delta. Het is het grootste estuarium van de westkust van de Verenigde Staten. De delta wordt stroomafwaarts nauwer, omdat het water een nauwe doorgang in de Pacific Coast Ranges door moet. Deze doorgang wordt de Straat van Carquinez genoemd en komt uit in de Baai van San Francisco. Deze baai staat door de Golden Gate in verbinding met de Grote Oceaan.
De delta bestaat uit een netwerk van kanaaltjes en waterlopen, moerassen, drasland en meertjes. De eilanden tussen deze waterlopen worden vaak tegen overstromingen beschermd door dijkjes. Veel plekken zijn alleen per boot of vliegtuig te bereiken.
De dijkjes zijn aangelegd om de landbouw mogelijk te maken. Vanwege de natte, vruchtbare veengrond worden in de delta gewassen verbouwd die op weinig andere plekken in de Verenigde Staten groeien, zoals asperges. Ook trekt de delta watersporters, zoals waterskiërs, sportvissers, zeilers en andere plezierbootjes.

## Waterbeheer
Door de delta stroomt het water van de twee rivieren die de Central Valley draineren en waarmee duizenden hectare vruchtbaar bouwland wordt geïrrigeerd. Samen bevatten deze twee rivieren al het water van de westelijke kant van de Sierra Nevada (de loefzijde), het zuiden van de Cascades en de oostflank van de Pacific Coast Ranges. Voor de delta in cultuur gebracht werd overstroomde ze jaarlijks in de lente, als de sneeuw op de bergen smolt.
Vanaf de tweede helft van de 19e eeuw werd de delta bedijkt door Chinese landarbeiders. Overstromingen komen nog steeds voor wanneer dijken doorbreken, zoals in juni 2004 toen bijna 5000 hectare cultuurland onder water kwam te staan. Er bestaan plannen om aquaducten te bouwen die het wateroverschot in de lente naar zee leiden.